# Canon de 42 cm modèle 1875
Le  canon de 42 cm modèle 1875 ou canon de 420 mm modèle 1875 est un canon construit par Schneider-Creusot et la Fonderie de Ruelle à la fin du XIXe siècle. Cette arme est le canon de plus fort diamètre mis en service sur un navire de la marine nationale française. Il appartient avec le canon de 450 mm/45 modèle 1920 ou le 431 mm modèle 1939 aux quelques armes de plus de 400 mm de diamètre développées pour la marine nationale française.

## Développement des prototypes

### Canon de 420 mm en fonte pour les expériences de Gâvres[7]
Le développement d'une arme d'un calibre de 420 mm débute sous le Second Empire avec l'artillerie en fonte modèle 1864-1869 et les coulées de deux prototypes les 16 et 30 mars 1867 à la fonderie de Ruelle. Ce canon en fonte de fer renforcé d'un frettage d'acier, au poids de 38 000 kilogrammes, est monté sur un affût et un châssis à mouvement circulaire. Il lance un boulet de 250 kilogrammes à l'aide de 50 kg de poudre et sert aux essais pour la défense des ports et des rades. Il est exposé à l'exposition universelle de 1867.

### Modèle 1870 et 1870-1875
L'artillerie navale connaît en France une progression rapide à partir de 1855 et deux projets de canon de 420 mm sont étudiés sous les noms de modèle 1870 puis modèle 1870-1875, pour aboutir au modèle 1875. Cette évolution s'inscrit dans la course au calibre observée en Europe entre 1870 et 1880 pour l'équipement des cuirassés.

## Le canon de 42 cm modèle 1875

Vue et coupe schématique d'obus et canon de 42 cm modèle 1875

Cette version est créée sur les bases des pièces d'artillerie navale de modèle 1875-1879 réalisées intégralement en acier. L'étude débute en 1878.

### Fabrication
Le fût est fondu par Schneider-Creusot et achevé par la fonderie de Ruelle.
Un tube d'acier est foré puis enserré sur sa partie inférieure, où se placent la culasse et la chambre à poudre, par trois rangs de frettes en acier. Ces dernières renforcent le fût et permettent d'augmenter la résistance à la pression, qui atteint plus de 2 800 kg par cm².
L'écrou de culasse est ensuite creusé sur la base du tube. L'intérieur de ce dernier est alors alésé et rainuré pour obtenir le pas de rayure. Un total de 84 rayures sont gravées dans l'âme du canon.

### Fonctionnement
L'ouverture de la culasse se fait en trois étapes, une rotation axiale de son corps sur 60°, suivie d'une translation rectiligne en arrière puis d'une rotation, pour démasquer l'âme et réaliser le chargement d'un obus et des gargousses. La fermeture s'effectue en ordre inverse et le tir peut se faire. 
Le mouvement de la culasse est effectué à l'aide de deux presses hydrauliques, l'une assurant l'ouverture et l'autre la fermeture. La culasse est de système Farcot.
Les projectiles sont amenés des soutes à munitions par un chariot sur rails et un monte-charge, puis levés avec deux gargousses par une grue hydraulique sur une plate-forme jusqu'à l'affût.
L'arme longue de 22 calibres peut percer à bout portant une épaisseur de fer de 825 mm ou d'acier de 550 mm. Des essais menés au Havre en 1891 montrent une capacité de perforation de 960 mm à bout portant et de 780 mm à 2 000 m .

### Service

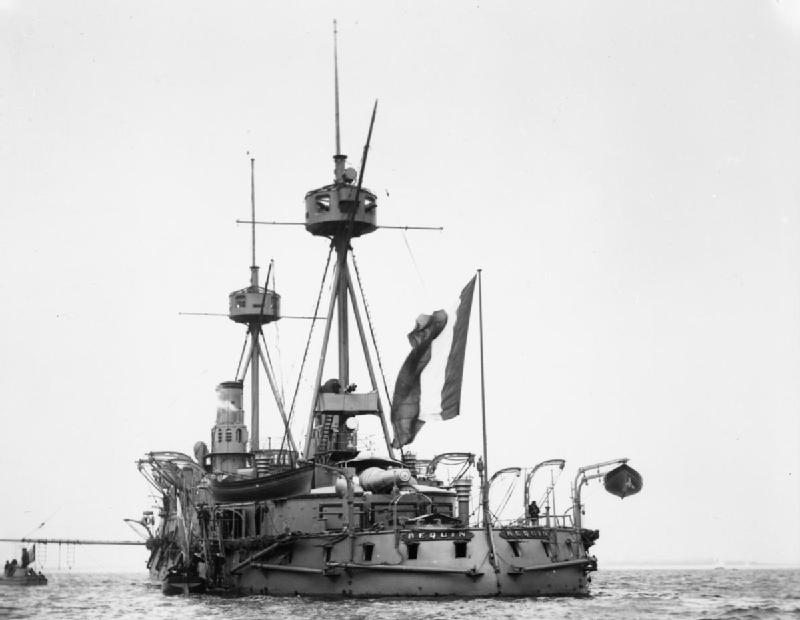
Vue d'un canon de 42 cm du cuirassé Requin.

Le canon de 42 cm modèle 1875 est construit à huit exemplaires. Il équipe les cuirassés garde-côtes de la classe Terrible à partir de 1880, à raison de deux canons par navire. 
Ces armes sont installées sur les gaillards d'avant et d'arrière dans une tourelle barbette protégée par un blindage de 15 mm. Chaque tourelle a une amplitude de tir de 270°, soit 135° de chaque bord. Verticalement, les limites du pointage sont + 10° et — 7°. 
Deux unités sont raccourcies à 19,75 calibres après un accident aux essais de tir à Ruelle et équipent le cuirassé Terrible. Les six armes restantes sont installées selon les mêmes dispositions sur les cuirassés garde-côtes Indomptable, Caïman et Requin.
Chaque navire embarque 110 obus en acier et 10 obus en fonte.
L'affût est modifié en 1896-1897 pour permettre le pointage et le tir nocturne.
La Classe Terrible passe en refonte de 1900 à 1902 et le 42 cm modèle 1875 est remplacé par le canon de 274 mm modèle 1893-96 en tourelle fermée.

### Autres utilisations ou mentions
Ce modèle de canon fait l'objet en 1916 d'une étude de transformation en obusier pour le tir de projectiles de 520 mm.
Durant la Première Guerre mondiale, les services de renseignement de l'artillerie allemande recensent le "Canon de 420 M" 1875" comme toujours en service dans l'armée française et lui attribuent une longueur et une portée inexactes.

### Munitions
Deux types d'obus de 420 mm, de rupture en acier et oblongs en fonte ordinaire, sont construits comme munitions pour le canon de 42 centimètres modèle 1875 et propulsés par deux gargousses en serge Boca chargées de poudre prismatique A puis de poudre prismatique B1,.
| Type d'obus                    | Poids du projectile (kg) | Vitesse (m/s) | Charge d'explosif (kg) | Poids de la gargousse (kg) |
| ------------------------------ | ------------------------ | ------------- | ---------------------- | -------------------------- |
| Obus oblong en fonte ordinaire | 650                      | 530           | 36                     | 274                        |
| Obus de rupture en acier       | 780                      | 530           | 11                     | 274                        |